# 1969年新加坡種族暴動
1969年新加坡種族暴動（英語：1969 race riots of Singapore）發生於1969年5月31日，是1965年新加坡獨立後兩次暴動的其中一次。这次暴動因為在馬來西亞發生五一三事件種族衝突導致了多人死亡和受傷。暴動維持了七天，結果造成4人死和80人傷。之後新加坡在44年內皆未經歷暴動，一直到2013年發生的新加坡小印度骚亂為止。

## 歷史
1969年種族暴動的起源可以追溯到在馬來西亞吉隆坡和八打靈發生的五一三事件。它由馬來西亞歷史上前所未有的換屆選舉，在5月13日至7月31日期間共造成196人死亡，超過350人受傷，真實數據可能比官方公布更多。其後馬來西亞政府宣佈國家進入緊急狀態，其後更暫停議會至1971年。
此次骚动本与新加坡无关，但马来西亚的群体暴动随后扩散至新加坡，造成严重影响。此次暴动与发生在 1964 年的上一次群体暴动相隔不久。据称1964年新加坡种族骚乱引致新加坡于 1965 年 8 月脱离马来西亚。马来民族统一机构（巫统）意欲维护马来人在新加坡的统治地位（“马来人至上”），此举加剧了新加坡中马来人与华人间的矛盾。
马来人对其社会与经济条件的不满，及对自身原住民（“马来西亚土著”）身份丧失的恐惧，是五一三事件的导火索。

### 流言与报复
在新加坡，关于马来人对马来西亚华人实施暴行的流言开始传播。群众也对马来西亚武装部队处理疑似暴徒时的武断作为感到愤怒。被捕华人当场受到严惩，流言加剧了新加坡境内的紧张局势。
此次华巫冲突中，共有超过 500 人受伤，36 人死亡。
新加坡内部安全局与警方合作，遏制了动荡局势。紧随大选而来的 1969 年马来西亚种族暴动发生后，华巫冲突于 1969 年在新加坡再次浮上水面。其间许多华巫冲突事件爆发。新加坡警方与武装部队清扫后，局势才得到控制。在新加坡安全部队的警戒和新加坡内部安全局的不懈努力下，当地局势最终恢复正常。

## 影响
1971 年，局面稳定后，马来西亚政府实行了一项以新经济政策为标志的法案，以支持马来人。时至今日，由于团体间的势力纠纷仍在持续，民众仍对可能发生的暴乱感到担忧。1987 年 4 月，四位席拉武术家因大肆传播 1987 年 5 月 13 日左右（1969 年新加坡及马来西亚种族暴动后的第 18 年）会发生暴乱的流言，而被新加坡内部安全局逮捕。

### 引用
1. 1 2 3 4  Conceicao. "The 13th May 1969 (Kuala Lumpur) Disturbances", pp. 112—113
2. ↑  Conceicao. "Rumours and revenge", p. 114.
3. 1 2  .   [2013-11-11]. （原始内容存档于2012-12-05）.
4. ↑  . 《海峡时报》. 2007-11-29  [2008-02-02]. （原始内容存档于2008-01-18）.

### 书目
- Conceicao, Joe. . Singapore: Horizon Books. 2007. ISBN 978-981-05-7882-4.